# História de Belém (Pará)
A história de Belém respeita ao percurso histórico deste município brasileiro da Região Norte do país, capital do estado do Pará, que teve suas origens no século XVII na região indígena de Mairi, localizada à 160 km da linha do equador.
Este município faz parte de uma península que é rodeada a sul pelo rio Guamá e o município de Acará; a oeste pela baía do Guajará e baía do Marajó; a norte também pela baía do Marajó e furo do Maguari, e a leste pelo rio na comunidade do Aurá (Ananindeua).
Até o início do período seiscentista, Portugal não mostrava interesse nas terras localizadas na foz do Rio Amazonas (que compreendem a atual Região Norte do Brasil); fato possivelmente ligado as políticas adotadas pelas cortes reais da primeira fase expansionista, mais preocupados em expandir seus domínios pela costa africana e oriente. Porém, após a crise da sucessão que levou a união das cortes de Portugal e Espanha, aliado a ameaça de piratas e contrabandistas na região próxima à linha do Equador, implicaram em uma mudança de atitude além do Tratado de Tordesilhas. Acelerando uma resposta em termos militares, concretizada em expedições para a expulsão dos invasores e o estabelecimento de povoações ao longo das fronteiras. Uma delas foi à expedição comandada por Francisco Caldeira Castelo Branco (1566-1619) em direção à foz do rio Amazonas.
A construção de uma cidade em meio à floresta amazônica foi intensa e difícil no que se refere à mudança do meio natural, onde os colonizadores da foz do Rio Amazonas enfrentaram desafios caracterizadas por terrenos alagados, entrecortadas por igarapés, intensa vegetação e, períodos de grande chuva.
Belém teve alguns pontos fortes econômico e politicamente, como: Em 1621 o povoado colonial foi elevado à categoria de município com a denominação de "Santa Maria de Belém do Pará" ou "Nossa Senhora de Belém do Grão Pará"; 1625, ocorreu a criação do entreposto fiscal "Casa de Haver o Peso". Em 1627, a importância elevou-se com a criação da primeira légua patrimonial, alavancando um aumento populacional; Em 1654, devido a importância do entreposto o "Estado do Maranhão" foi renomeado para "Estado do Maranhão e Grão-Pará"; Em 1751 Belém alcançou o primeiro auge comercial e tornou-se a primeira capital da Amazônia.
Ainda hoje, a cidade guarda nos bairros históricos prédios antigos de estilo religioso e militar, que caracterizam a arquitetura colonial, construídos por mão de obra escravizada, amplamente utilizada na então Amazônia colonial.

## História

### Etimologia
O topônimo "belém" tem origem em hebraico: בית לחם; romaniz.: Beit Lehem, literalmente significando "Casa do Pão".
Em 1621 o povoado colonial português inicial "Feliz Lusitânia" (atual Belém)" foi elevado à categoria de município com a denominação de "Santa Maria de Belém do Pará" ou "Nossa Senhora de Belém do Grão Pará" em referência a Maria mãe de Jesus - sendo chamado pela abreviatura "Belém do Pará" por rei Filipe III de Espanha (1578-1621) - e também em referência ao dia ocidental do natal (25 de dezembro); dia em que o capitão Francisco Caldeira Castelo Branco (1566 - 1619, antigo Capitão-Mor do Rio Grande do Norte) partiu no ano de 1615 da cidade de São Luís, para assegurar o domínio da Amazônia Oriental e principalmente das riquezas da Conquista do Pará.

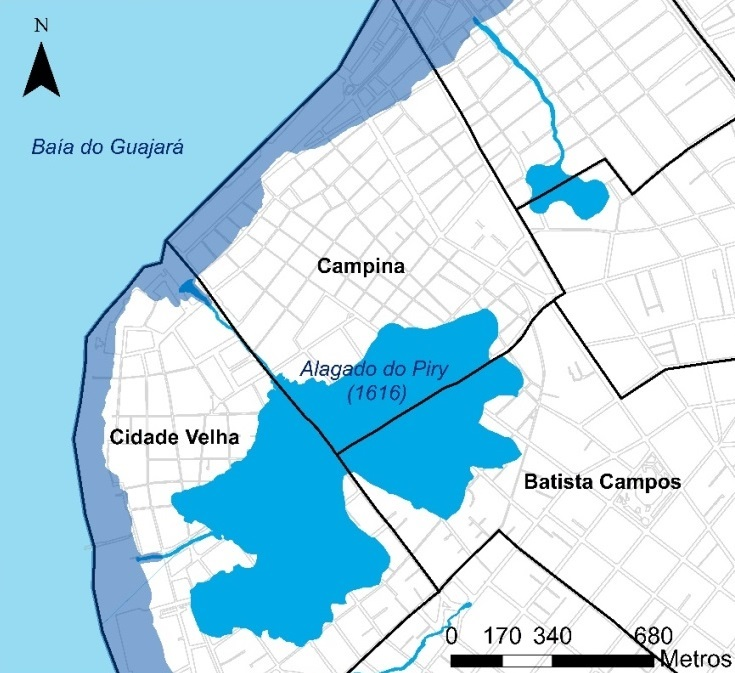
Incialmente o povoado foi formado no promotório na ilha circundado pelo igarapé do Piry (pântano/alagado), que após aterrado ocorreu o crescimento dos bairros Cidade Velha e Campina.

### Primórdios e colonização europeia
A região onde se encontra Belém do Pará era inicialmente a movimentada região indígena de Mairi, moradia dos Tupinambás e Pacajás (sob comando do cacique Guaimiaba), onde em 1580 ocorreu a invasão portuguesa através da expedição militar Feliz Lusitânia comandada pelo capitão Castelo Branco (a mando do rei da União Ibérica/Dinastia Filipina D. Manuel), e a implantação de um núcleo colonial objetivando dominar o rio das Amazonas, ocupar a Conquista do Pará ou Império das Amazonas (localizado na então Capitania do Maranhão) e assegurar o domínio na Amazônia Oriental e das drogas do sertão, que os estrangeiros disputavam. Assim em 12 de janeiro de 1616 foi fundado na foz do igarapé do Piry e foz do rio Amazonas, em uma posição estratégica próximo ao entreposto do cacicado marajoara, o povoado colonial Feliz Lusitânia (atual bairro Cidade Velha) com um fortim paliçado então denominado Forte do Presépio (atual Forte do Castelo) contendo a capela da padroeira Nossa Senhora de Belém (atual catedral metropolitana). Este povoado colonial era inicialmente uma ilha, pois era cercado pelo igarapé/pântano do Piry e seus afluentes (em 1° 27′ 31,93″ S, 48° 29′ 58,66″ O) que o separava do "continente" (até ser aterrado em 1803).
 

Nos primeiros anos da Conquista do Pará (1615–1621) sentiu-se a necessidade de ter missionários na nova colônia devido a existencia de muitos "gentios". Assim, em julho de 1617, os freis capuchinhos de Santo Antônio (Franciscanos da Província de Santo Antônio): Cristóvão de São José, Sebastião do Rosário, Felipe de S. Boaventura e, Antônio de Marciana, fundaram em uma parte afastada da cidade o Convento do Una (Enasa, a atual rodovia Arthur Bernardes).

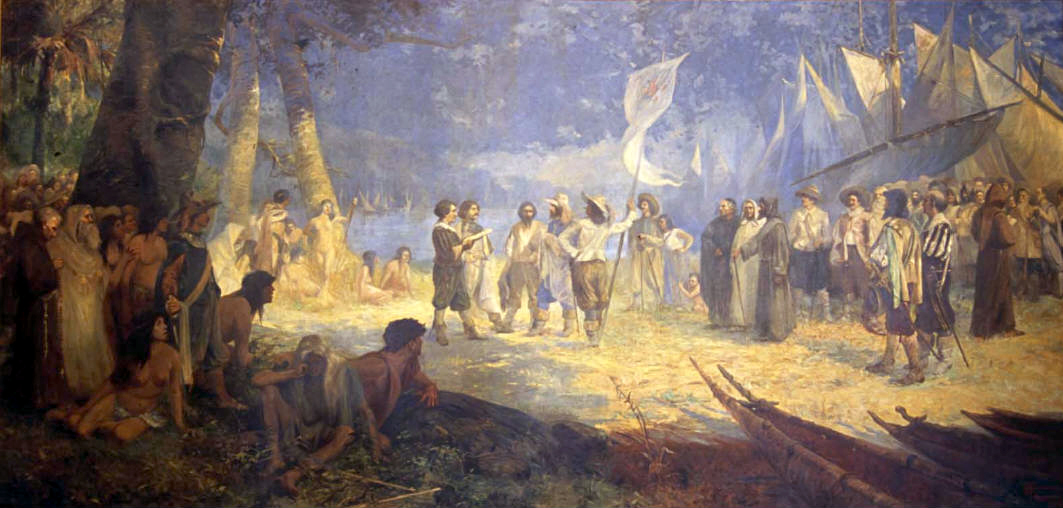
A conquista do Amazonas, por Antônio Parreiras, Museu Histórico do Pará.

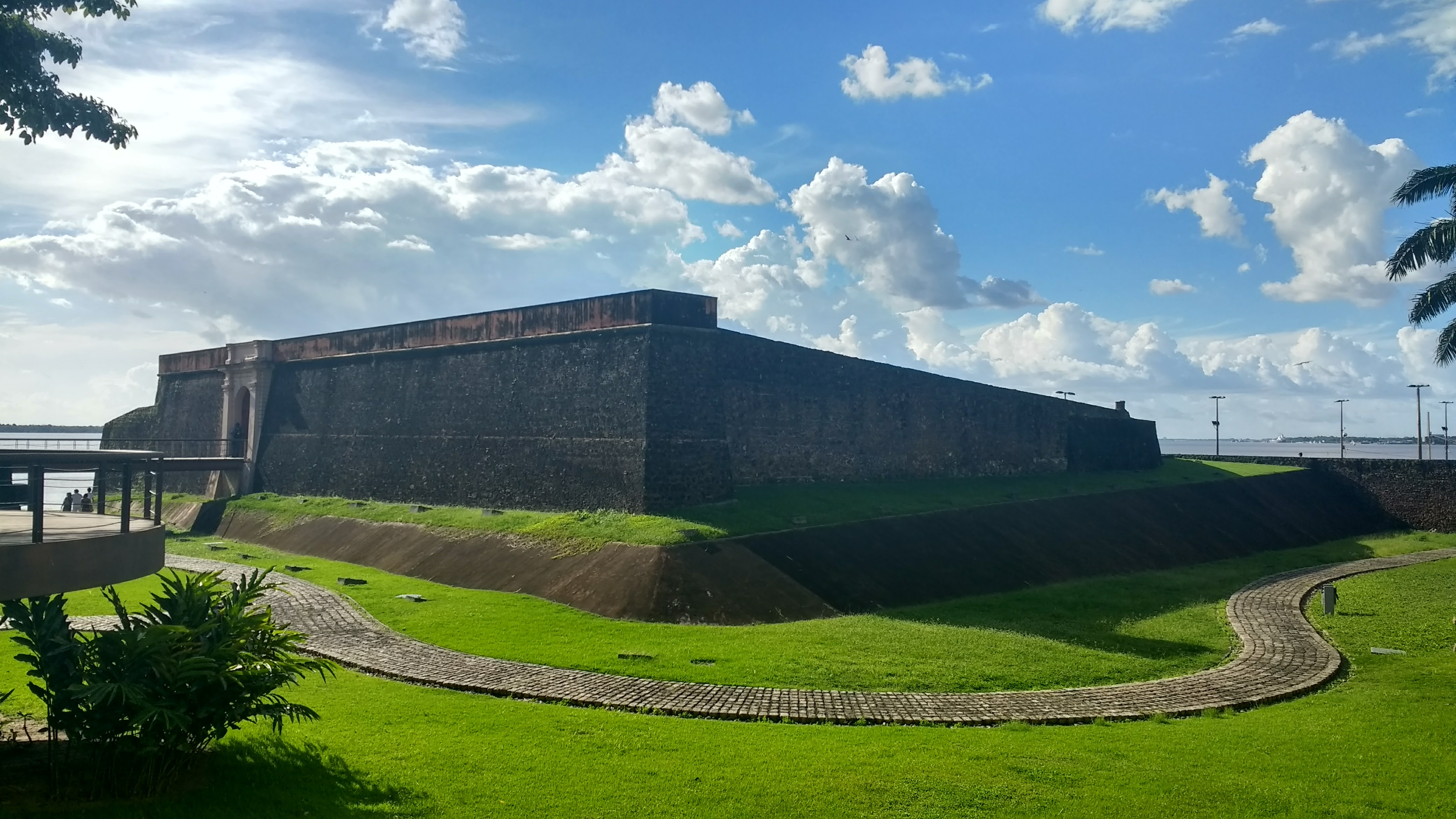
Atual Forte do Presépio, construído em 1616 inicialmente como uma paliçada.

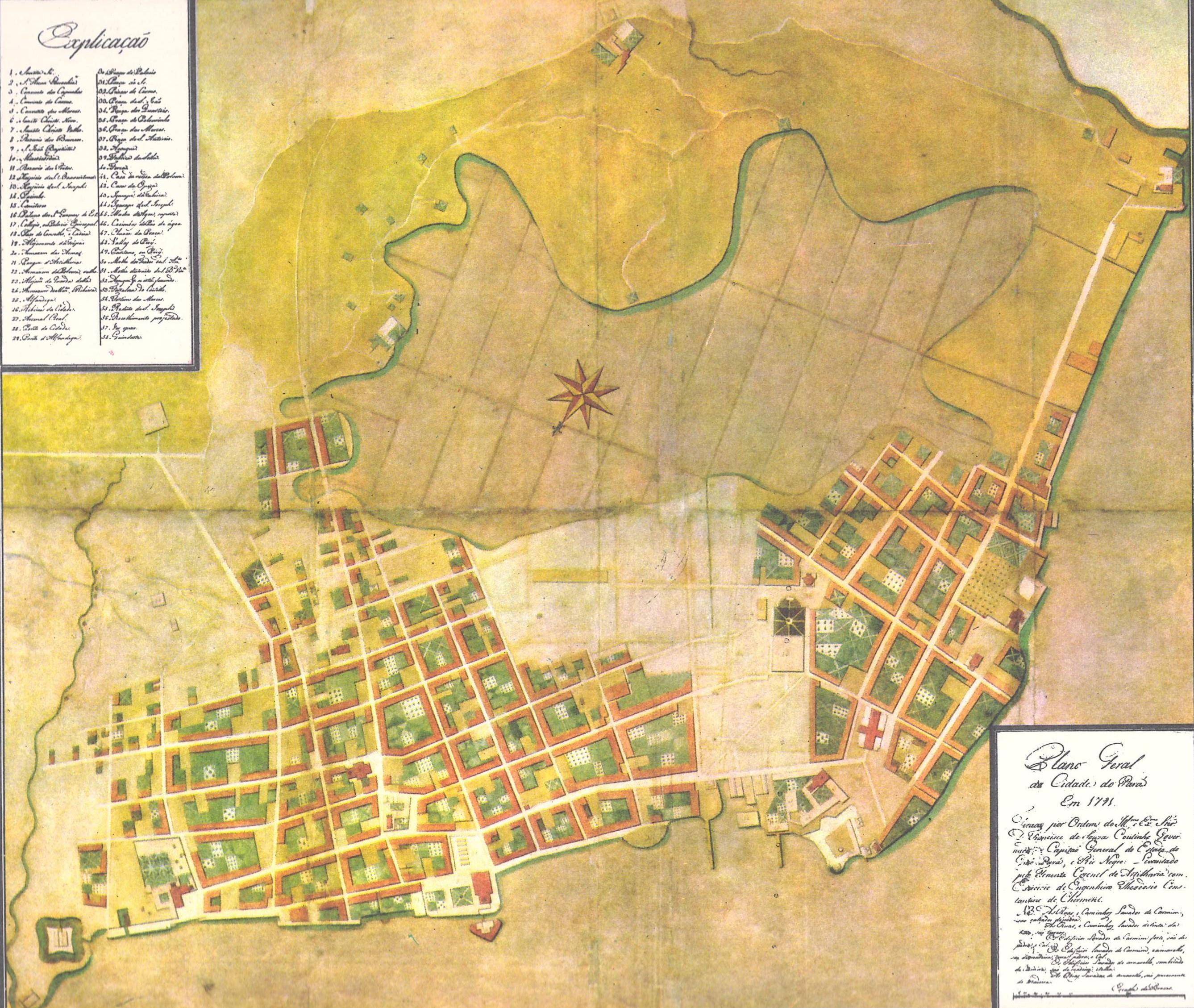
Planta Geral da cidade de Belém, 1791, segundo Alexandre Rodrigues Ferreira.

Ocorreu um período de batalhas contra os estrangeiros (holandeses, ingleses, franceses) para assegurar o domínio na Amazônia Oriental e contra as tribos indígenas no processo de colonização/escravização para implantação de um modelo econômico baseado na exploração do trabalho indígena e dos recursos primários locais. resultando na Revolta Tupinambá, que em janeiro de 1619, forças de ataque Tupinambá tomaram o Forte do Castelo, mas Gaspar Cardoso, mudou o curso da guerra ao matar o guerreiro morubixaba Guamiaba Tupinambá, havendo assim suspensão do ataque para realização do funeral.
Outras revoltas indígenas ocorreram até julho de 1621, quando em 1639 Bento Maciel Parente, sargento-mor da capitania do Cabo Norte, investiu sobre a aldeia dos índios Tapajós, dizimando-os e dominando a Conquista do Pará. Com a vitória assegurando a posse do território, o rei Filipe II de Portugal: criou o Estado do Maranhão (com sede em São Luiz, abrangendo a conquista do Pará e as capitanias do Maranhão e Ceará); transformou a Conquista do Pará em Capitania do Grão-Pará, tendo Bento Maciel nomeado como Capitão-Mor desta nova Capitania; o povoado de Feliz Lusitânia foi elevado à categoria de município com a denominação de "Santa Maria de Belém do Pará" ou "Nossa Senhora de Belém do Grão Pará" (atual Belém)  quando em 1650 ocorreu a abertura das primeiras ruas da região (em 1° 27′ 17,9″ S, 48° 30′ 18,2″ O) originando o histórico e primeiro bairro denominado Cidade (atual bairro da Cidade Velha) onde os colonos levantaram as suas casas de taipa.
Bento Maciel Parente durante seu governo fortificou o Forte do Presépio, colocando um baluarte artilhado com quatro peças, um torreão e um alojamento, rebatizado-o como "Forte Castelo do Senhor Santo Cristo". Enão posteriormente, ordenou outras investidas contra os invasores holandeses, expulsando-os da colônia. 
Em 1621, para assegurar a posse do território o Rei Filipe II de Portugal transformou a Conquista do Pará em Capitania do Grão-Pará. Em 1625, devido sua posição estratégica na foz do rio Amazonas os portugueses instalaram um entreposto fiscal denominado "Casa de Haver o Peso" (atual mercado Ver-o-Peso), para arrecadação de tributos dos produtos europeus trazidos à Belém, e dos extraídos da Amazônia destinados aos mercados internacionais, como as drogas do sertão e a carne bovina da Ilha do Marajó.
Em 1627, a importância do entreposto Haver-o-Peso elevou-se com a criação da primeira légua patrimonial por ordens do Governador Francisco Coelho, porção de terra doada via carta de sesmaria à Câmara de Belém para impulsionar o crescimento do município. Uma terra em forma de arco medindo 41 mil m², iniciando as margens do rios Pará e Guamá em direção ao interior originando o bairro do Marco da Légua, alavancando um aumento populacional. Acarretando que, em 1654 o Estado do Maranhão foi renomeado para "Estado do Maranhão e Grão-Pará". Por volta de 1676, chegaram à cidade 50 famílias de colonos agricultores açorianos (total 234 pessoas), tendo a necessidade de abrir uma rua para abrigar os novos habitantes denominada Rua São Vicente (atual rua Manuel Barata em 1° 27′ 20,4″ S, 48° 30′ 06,2″ O), originando o segundo bairro denominado Campina; a partir desse momento a cidade começa a apresentar um aumento populacional e o bairro começa a se distanciar do litoral. Nessa época, foram erguidas a Fortaleza da Barra e o Forte de São Pedro Nolasco.
Mas apesar da importância, os serviços administrados pela Câmara de Belém entraram em crise financeira. Então em julho de 1687, afim na tentativa de soluciona-la, os parlamentares contactaram o rei Filipe II, solicitando a concessão dos tributos do haver-o-peso, a qual foi atendida no ano seguinte. Assim a partir de 1751 Belém alcançou o primeiro auge comercial, influenciando na mudança do nome do "Estado do Maranhão e Grão-Pará" mudou para "Estado do Grão Pará e Maranhão", com a sede transferida para Belém, tornando a primeira capital da Amazônia (em 1772 este Estado foi dividido formando a colônia autônoma "Estado do Grão-Pará e Rio Negro" ). 
A escravidão foi amplamente utilizada nos centros urbanos da Amazônia colonial, inicialmente na região os colonizadores subjugaram os indígenas, muitos retirados de maneira forçada das aldeias. Posteiormene se concentraram nos africanos, sobretudo na segunda metade do século XVIII, com a criação da Companhia Geral de Comércio do Grão-Pará e Maranhão (CGCGPM), que regularizou o comércio negreiro na região amazônica, com o objetivo de vender escravizados aos colonos e cresce a agricultura. Tornando-se assim o meio fundamental para o crescimento econômico do estado do Grão-Pará e Maranhão, aumentou de maneira significativa o número de escravizados no meio urbano de Belém (mesmo após o fim do monopólio da Companhia Geral o governo português reorganizou o comércio negreiro com a costa africana) e aumento populacional nas freguesias da Sé e da Campina, que somavam 1 953 residencis distribuídas entre 35 ruas no preíodo aproximado de 1755 à 1800. A organização espacial de Belém não mudou no período de 1750 a 1800, onde essas duas freguesias delimitaram o núcleo urbano de Belém até o século XIX, locais em que os escravizados vivenciaram experiências diversas.
No século XVIII a Amazônia teve uma restruturação socioeconômica e administrativa, com a ascensão de Sebastião José de Carvalho e Melo, que assumiu o cargo de Secretário de Estado do Reino e implantou as formas legais de uso da mão de obra indígenas escravizada; a Lei de Liberdade dos Índios (1755) e a implantação do Diretório dos Índios (1757), visando reorganizar o trabalho e a vida social da população indígena que se tornava livre (vassalos).
Os escravizados oriundos da África desembarcavam no porto de Belém, onde uma parte era comercializados para o núcleo urbano de Belém e outra para o interior. Gradativamente, os escravizados além das atividades econômicas, também participaram das atividades socioculturais e religiosas na cidade. Como peça fundamental estes exerciam atividades especializadas e não especializados, como: barbeiro-sangrador, músico, artesão, comerciante e, carregador. O monopólio da Companhia Geral de Comércio CGCGPM terminou em 1777, mas os portugueses em uma manobra prosseguiram com a política de incentivo ao tráfico negreiro, reorganizou o comércio com a costa africana. A Coroa portuguesa no período pombalino no Grão-Pará interviu na atividade negreira com isenção de impostos aos traficantes e comerciantes interessados em escravizados, igualmente facilitou a venda aos moradores das capitanias do Pará e do Maranhão, visando o crescimento da região amazônica.
Durante uma expedição filosófica, o explorador naturalista Alexandre Rodrigues Ferreira baseado na nova arquitetura médica criticou a política de urbanização implementada pelos engenheiros militares no Grão-Pará e a urbanização de Belém com o problema dos alagadiços (especialmente o lago do Piry) e regiões de mata com clima úmido considerando-os insalubres, o estabelecimento de povoados nas áreas propensos às grandes inundações, contaminação do ar devido decomposição da matéria orgânica e, proliferação de doenças. Verificando um problema nas políticas urbanizadoras, que pensavam apenas na posição geoestratégica nos projetos de fundações das povoações na administração pombalina, desconsiderando as condições sanitárias (Arquitetura Médica, salubridade urbana como princípio da arquitetura).
Ferreira baseado na filosofia de urbanização como forma de controle político (associada ao nascimento da medicina social e arquitetura médica) propôs medidas para viabilizar a ocupação urbana às margens dos rios, como grandes obras de captação e distribuição de água, construção de ruas largas visando à ampla circulação do ar, drenagem da água estagnada em áreas alagadiças da cidade, de construção de canais de navegação e irrigação. Considerando que essa concepção não destrói o modelo de urbanização da cidade-fortificação, usado no processo de colonização portuguesa, a gestão da água ocupou lugar muito destacado na política urbana do século XVIII, associado aos estudos do clima e das dinâmicas hídricas para a ocupação do solo das políticas setecentistas. O domínio técnico da água se inscreveu, no século das Luzes, na valorização da agricultura, na exploração de recursos naturais e na circulação de mercadorias com o desenvolvimento da marinha.
Referente ao lago do Piry, Ferreira elaborou alguns projetos para sanar o problema do alagadiço, visto como fonte de epidemias. Mas seguindo o modelo da cidade-fortificação, alguns engenheiros utilizariam o alagado como elemento de defesa, interposto entre uma muralha e o território. Entretanto, em projetos estruturados seguiram a arquitetura médica, onde o Piry deveria ser aterrado e ter as águas drenadas ou canalizadas. Nesse sentido, Ferreira propôs o encanamento de um igarapé que saía do Piry, feito por João Pereira Caldas, passando por baixo do Palácio do Governador e desaguando no rio entre o Haver-o-Peso e a Casa das Canoas.
Assim, na segunda metade do século XVIII, além das mudanças politico-administrativas, também ocorreram as tais reformas urbanas seguindo a arquitetura médica buscando à saúde da população, após muitos falecimentos devido às epidemias da primeira metade do século que assolaram a região, como sarampo que assolou a cidade em 1749 e matou mais de 15 mil pessoas no estado; estas eram associadas ao clima úmido e aos alagadiços, como as doenças carneirada (malária), bexigas (varíola), sarampo, sezões (febres intermitentes) e catarrais (bronquite). Reduzindo muito o número populacional das freguesias da Sé e da Campina, sobretudo os índios e os africanos, impactaram diretamente no censo demográfico da população paraense. O governador do estado do Pará implementou as quarentenas para o tratamento de escravos que chegavam nas embarcações com varíola, escorbuto e sarna, que eram mandados para o Hospício de São José (1749), estabelecido em local bem afastado da cidade (1° 27′ 48,924″ S, 48° 29′ 44,585″ O). Também foram construídos hospitais em Belém, como o Hospital da Caridade de Belém ou Hospital Bom Jesus dos Pobres Enfermos (núcleo da Santa Casa de Misericórdia, 1° 27′ 19,855″ S, 48° 30′ 20,641″ O) de português Dom Frei Caetano da Anunciação Brandão (da Ordem Terceira de São Francisco de Assis) com fundos recebidos de doações públicas, para atender aos pobres atingidos pela epidemia, além do Hospital Real Militar em 1768 (1° 27′ 18,323″ S, 48° 30′ 20,602″ O) pelo então governo da Capitania do Grão-Pará (1621–1822), que sintetizam os princípios da arquitetura médica e as transformações na medicina social do período.
Em 1750, o distrito de Abaeté (1880, atual município de Abaetetuba) é criado e anexado à Belém, assim como em 1758, foram criados os distritos de São Francisco Xavier de Barcarena e de Igarapé-Miri (1843), também igualmente anexados.
Em 1772, o "Estado do Grão Pará e Maranhão" foi dividido no "Estado do Maranhão e Piauí" e no "Estado do Grão-Pará e Rio Negro", com sede em Belém, que permaneceram como colônias portuguesas autônomas até 1823.
A arquitetura médica transformou os espaços estabelecidos nos projetos para o abastecimento de água. Muitas construções da cidade possuíam poço, como o convento de Santo Antônio dos jesuítas e o palácio do governador. No ano de 1783, foi construída a "Casa da mãe d'água”, servindo para o abastecimento de água no Palácio do Governador e parte da cidade, pelo menos para a elite administrativa paraense. Os obstáculos da natureza eram vencidos através a razão e arte, expressando o domínio da natureza pelo homem, seguindo o princípio do iluminismo.

### Século XIX
Em 1803, no governo de Dom Marcos de Noronha e Brito, Conde dos Arcos, ocorreu o aterramento do igarapé do Piri (antigo pântano Juçara), área praiana na orla do bairro da Campina (Comércio) localizada próxima ao Mercado da Carne, para atender aos avanços urbanísticos da Belém. A foz foi transformada na doca do Ver-o-Peso e na Pedra do Peixe, mantendo-se ali as atividades da Casa de Haver o Peso, onde existe uma feira informal de pescadores.
Em 1822, ocorre a independência do Reino do Brasil com Portugal (processo de ruptura política), as Capitanias são transformadas em Províncias. Mas a Capitania do Grão-Pará teve um tempo de indecisão, ou se tornaria-se um independente, ou unia-se ao governo central do Brasil, ou continuaria ligado à Portugal. Devido alguns aspectos como: elite local (burguesia comercial e os proprietários de terra) era fortemente ligada à Metrópole (que comandavam as exportações dos produtos explorados), a influência da Revolução do Porto que provocou reações contraditórias na província, a região ser distante dos núcleos decisórios da região Sudeste e do governo central. Resultou que não foi aceito fazer a integração como o Reino do Brasil
Inicialmente, portugueses e brasileiros se uniram com a decisão das Cortes de criar uma monarquia constitucional, porém quando os portugueses se livraram do domínio francês com a Revolução do Porto, eles exigiram a recolonização do Império do Brasil, tentando anular as decisões de Dom João VI, como a elevação à reino. Gerando mais uma revolta de brasileiros contra a recolonização de um lado, e portugueses a favor da decisão das Cortes de outro.
Mas um ano após a independência, Dom Pedro I pressionou a Província a juntar-se ao Brasil, ocorrendo em um processo dramático. Este enviou a Belém um navio comandado por John Pascoe Grenfell, com a missão de incorporar o Pará custe o que custar. Usando de astúcia, Grenfell ameaçou dizendo: que havia uma grande esquadra militar chegando a Belém, um bloqueio naval que bombardearia a capital, e que qualquer resistência por parte dos lusitanos seria inútil. Com medo da ameaça, os portugueses não reagiram, e a província de Grão-Pará (abrangia os atuais estado do Pará, Amazonas, Amapá, Roraima e Rondônia) foi incorporada ao Império do Brasil no dia 15 daquele mês (processo chamado Adesão do Pará), tendo o acordo de adesão ao Brasil assinado no Palácio Lauro Sodré (no bairro da Cidade Velha).
Porém percebeu-se que a ameaça era falsa, sendo revelado que a "esquadra militar" nunca chegaria a Belém. Então os portugueses reiniciaram as perseguições aos rebeldes simpatizantes da independência, mas sendo revidada com mais violência pelos brasileiros. Tendo sido eleita a primeira Junta Governativa do Pará Independente (17 de agosto), explodiu uma violenta reação popular liderados pelo cônego Batista Campos, ocorrendo manifestação na atual Praça Frei Caetano Brandão (no Largo da Sé ou Feliz Lusitânia) reivindicando direitos iguais aos dos portugueses que viviam no Pará. Isto obrigou Grenfell a desembarcar tropas em terra e efetuar prisões em massa, visando a restabelecer a ordem pública. Este chegou a convocar a população para uma reunião, em frente ao palácio do governo. Com a população reunida, escolheu cinco soldados, e mandou executá-los. Em 19 de agosto, não tendo prissões suficientes em terra, a pedido da Junta Grenfell autorizou prender nos porões do brigue "São José Diligente" (posteriormente apelidado de "Palhaço"), duzentos e cinquenta e sete detidos, onde quase todos (menos um) morreram asfixiados na tragédia no Brigue Palhaço. Assim, Grenfell apaziguou os conflitos na província.
Apesar da pressão para o aceite da Adesão do Pará, a população tinha a expectativa de que a independência representasse mudanças radicais na estrutura econômica e sócio-política da região. Mas como o Grão-Pará reconheceu a Independência de forma tardia (em 15 de agosto de 1823) o Dom Pedro I desprezou a Província deixando-a em uma irrelevância política. A Adesão a Independência, manteve o mesmo grupo que já estava no poder, constituindo a maioria por portugueses; além da escravidão ainda permanecer forte; havendo o aumentando da pobreza e doenças. Estes fatos geraram um descontentamento popular chamado Guerra dos Cabanos influenciados pela Revolução Francesa.

#### Cabanagem

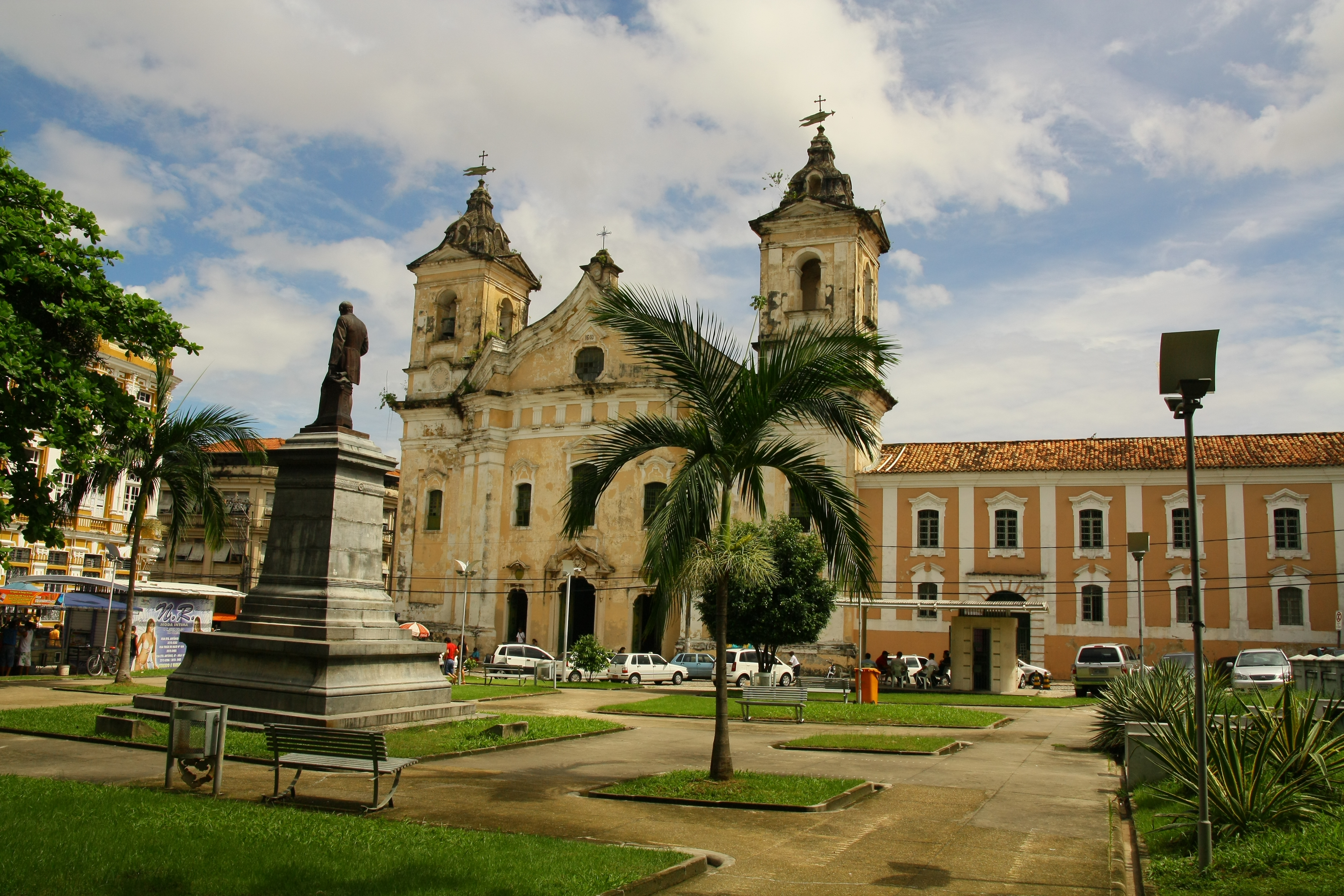
Igreja de Nossa Senhora das Mercês, construída no século XVIII, destacando-se no contexto da Cabanagem, na batalha do "Trem de Guerra".

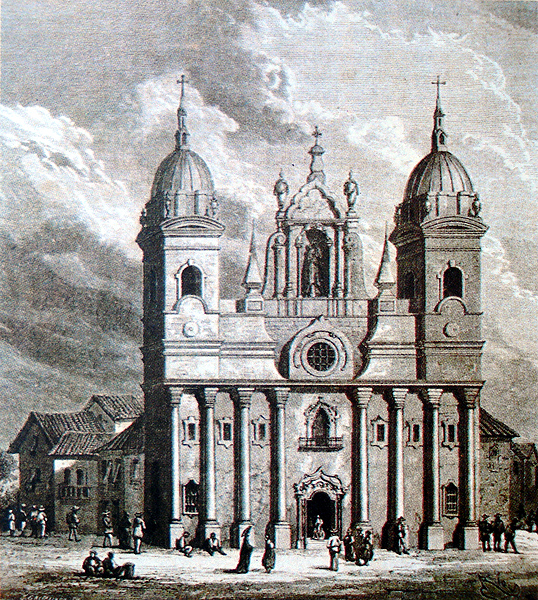
Catedral de Belém no século XIX.

Guerra dos Cabanos (também conhecida como Cabanagem ou Revolta da Cabanagem) é devido os manifestantes residirem em cabanas de barro ribeirinhas) foi uma revolta popular e social ocorrida no período regencial brasileiro, influenciado pela Revolução Francesa, na então Província do Grão-Pará no período de 1835 a 1840, comandada por Félix Clemente Malcher, Antônio Vinagre, Francisco Pedro Vinagre, Eduardo Angelim e Vicente Ferreira de Paula, devido a extrema pobreza e doenças no Pará, que marcou o início desse período; o reconhecimento tardio da independência do Brasil (1822), o príncipe regente Pedro I desprezou a região com uma irrelevância política, que não teve mudanças significantes após a independência, fortalecendo o vínculo com Portugal. Os índios e mestiços, na maioria e integrantes da classe média uniram-se contra o governo regencial nesta revolta, com objetivo de aumentar a importância do Pará no governo central brasileiro e enfrentar a questão da pobreza do povo da região.
A Cabanagem (também conhecida como Guerra dos Cabanos, devido os manifestantes residirem em cabanas de barro) foi uma revolta popular e social ocorrida no período regencial brasileiro entre os anos de 1835 a 1840, comandada por Félix Clemente Malcher, Antônio Vinagre, Francisco Pedro Vinagre, Eduardo Angelim e Vicente Ferreira de Paula, devido a extrema pobreza, epidemias e a irrelevância política, uniram-se indígenas, mestiços, integrantes da classe média contra o governo regencial, com objetivo de aumentar a importância do Pará no governo central brasileiro e buscar melhorias para as questão sociais.
Em 1835, os cabanos, comandados por Antônio Vinagre, invadiram o palácio do governo de Belém e executaram o então presidente da província, Bernardo Lobo de Sousa, junto com as demais autoridades.
Com o extermínio do governo local, os cabanos iniciaram o seu primeiro governo, colocando o poder ao militar Clemente Malcher. O novo governo traiu o movimento demonstrando sua fidelidade ao governo português (Imperador), inclusive reprimindo a revolta que o levou ao poder, ameaçando deportar Eduardo Angelim e Vicente Ferreira (lavrador). Revoltados, os cabanos mataram Malcher e colocaram no poderio, Francisco Vinagre. Repetindo o que aconteceu no primeiro governo cabano, o novo líder também traiu o movimento. Disposto a negociar com o governo central, Vinagre demonstrou um interesse em ceder seu poder a alguém indicado pelos portugueses. Descontentes, Vinagre foi deposto dando lugar ao terceiro presidente cabano, Eduardo Angelim (jornalista), mas acabou enfraquecido com a diminuição do apoio das elites locais.
Em 1836, o governo central do Pará, comandado por brigadeiro Francisco José de Sousa Soares de Andréa (subordinado ao Império), fez um bombardeio nos esconderijos cabanos e a prisão de Eduardo Angelim. Então os cabanos se esconderam nas matas de Belém, para tentar novamente tomar o poder através de táticas de guerrilha. Após cinco anos de combate, o governo regencial conseguiu reprimir a revolta na capital, devido a fraqueza política do movimento e a ausência de um líder experiente. No início da guerra, a província do Grão-Pará era habitada por cerca de 100 mil moradores e estima-se a população foi reduzida para 60 mil moradores, havendo aproximadamente 40 mil mortos.[carece de fontes?] A revolta dos cabanos terminou sem que conseguissem atingir seus objetivos. Então, grupos negros foram para o interior formar comunidades de quilombolas e, grupos indígenas iniciaram a atividade de agricultura de subsistência ou integraram a atividade de extração da borracha. O advento da Revolução Industrial Francesa (1760-1830) impulsionou a comercialização da borracha na segunda metade do século XIX.

#### Ciclo da borracha

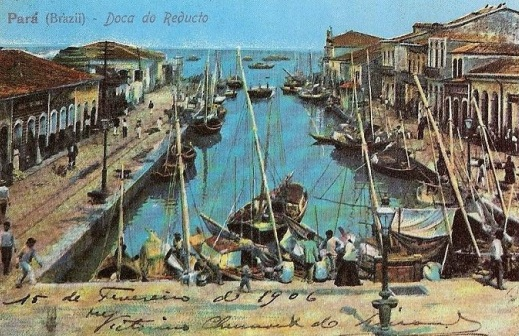
Belém no século XIX

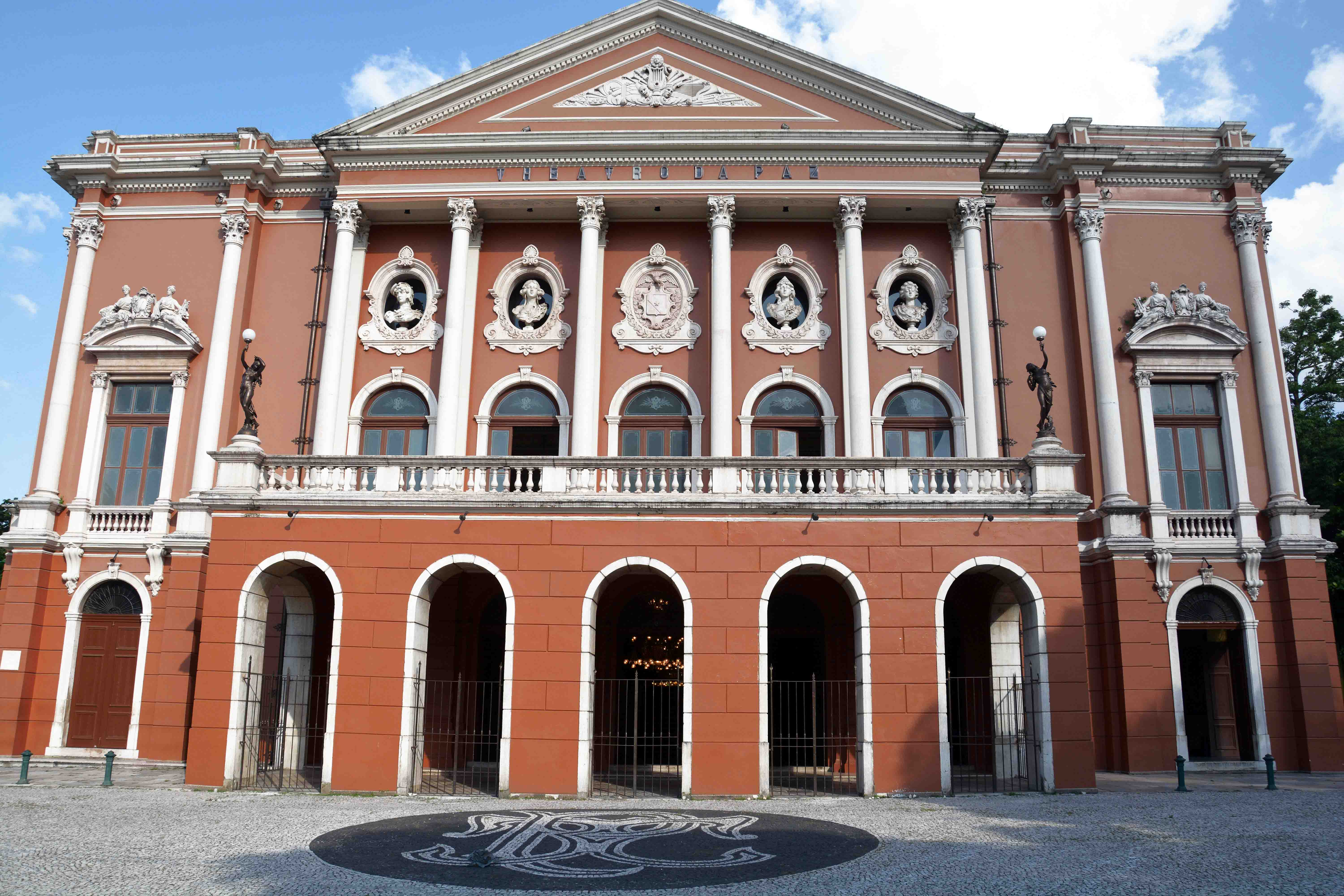
Theatro da Paz.

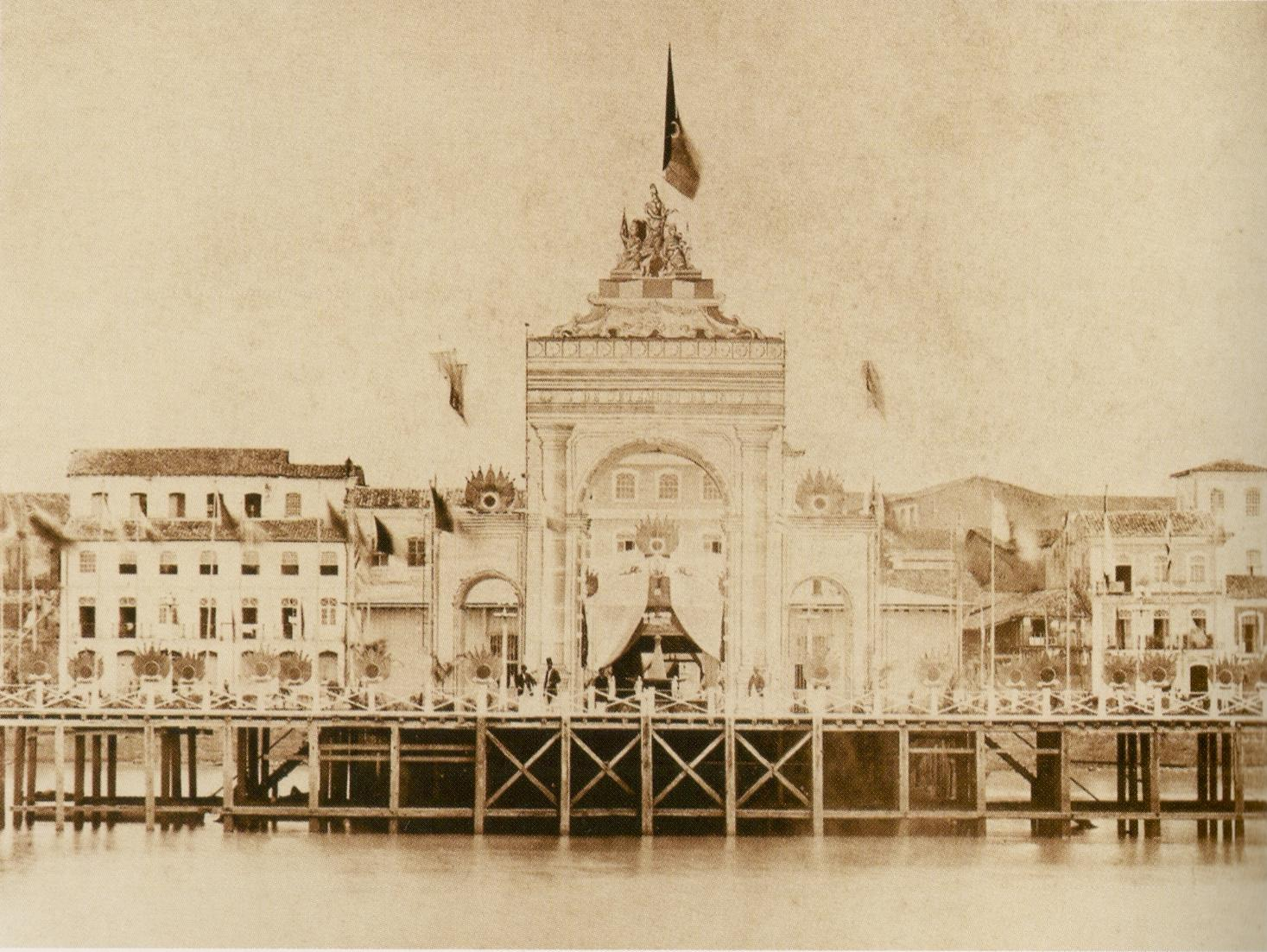
Arco Triunfal para a visita do Imperador D. Pedro II a Belém. Fotografia de F. A. Fidanza (1867)

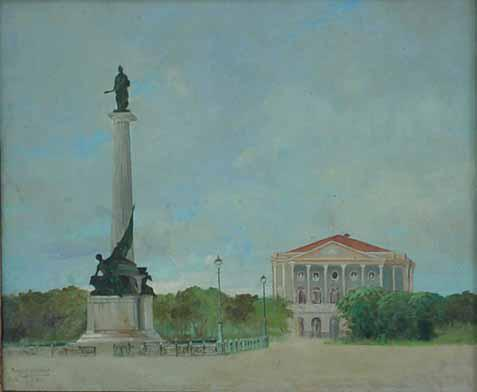
Praça da República em 1905, por Antônio Parreiras.

Em 1866, foi permitida a abertura dos rios Amazonas, Tocantins, Tapajós, Madeira e Negro para a navegação dos navios mercantes de todas as nações, contribuindo para o desenvolvimento da capital paraense. Para consolidar este ato e firmar a presença imperial no norte após a Cabanagem, foi anunciado que D. Pedro II viria cidade anunciar oficialmente a abertura dos rio Amazonas. Sendo assim, construído um Arco Triunfal pela Companhia do Amazonas para recepção do imperador. Mas o Arco não foi preservado, pois tratava-se de um recurso cenográfico da Companhia do Amazonas e, não uma edificação arquitetônica de fato. Nesse período a fotografia passou a ter maior presença e difusão em Belém com contribuição do fotógrafo português Filipe Fidanza e com a chegada do Imperador D. Pedro II em 1867, um grande incentivador desta arte.
Durante o ciclo da borracha (1879 - 1912), houve o aumento da importância comercial de Belém, principalmente para o cenário internacional com a borracha. Sendo considerada uma das cidades brasileiras mais desenvolvidas, não só por sua posição estratégica - litorânea - mas também porque sediava um maior número de casas bancárias, residências de seringalistas (Barões da Borracha) e outras importantes instituições.[carece de fontes?]
O apogeu do ciclo foi entre 1890 e 1920, quando a cidade contava com tecnologias que as cidades da regiões sul e sudeste brasileiros ainda não possuíam, como por exemplo: Cinema Olympia - o mais antigo do Brasil em funcionamento - um dos mais luxuosos e modernos da época (inaugurado em abril de 1912 auge do cinema mudo); Teatro da Paz, um dos mais belos do Brasil, inspirado no Teatro Scala de Milão; Mercado Ver-o-Peso (candidato a uma das 7 Maravilhas do Brasil) a maior feira livre da América Latina; Palácio Antônio Lemos; Praça Batista Campos; Estrada de Ferro de Bragança. Assim, foram atraídas nesse período, levas de imigrantes estrangeiros, como portugueses, franceses, japoneses, espanhóis e outros grupos menores, a fim de desenvolverem a agricultura nas terras da Zona Bragantina.[carece de fontes?]
Embora a cidade estivesse abalada pela revolta popular da Cabanagem (1835 - 1840), a Casa de Haver o Peso funcionou até 1839, quando em outubro, o presidente Bernardo de Souza Franco extinguiu a repartição fiscal e, a Casa foi arrendada destinada à venda de peixe fresco até o ano de 1847, quando terminou o contrato de arrendamento e a Casa de Haver o Peso foi demolida.
No final do século XIX, o discurso de progresso e controle social baseado na ciência e no saneamento (política de combate aos cortiços ou bairros pobres perto dos centros) estimulado pelo receio das elites republicanas em relação à massa de trabalhadores (livres e escravos) que se aglomerava nas cidades e se organizavam politicamente, mas sendo interpretada como “selvagem”. A aplicação da limpeza da cidade, expulsando os setores populares dos centros e forçando a segregação em novos bairros periféricos. Na tentativa dos republicanos construirem um “novo homem”, trabalhador submisso mas ao mesmo tempo produtivo.
A população negra (forros segregados) que estava concentrada no bairro do Umarizal, não deixava de ganhar evidência por sua força cultural, com destaque para 1848, quando ocorreu a primeira festa de 15 dias do Divino Espírito Santo (por Mestre Martinho, natural de Óbidos) com bastantes atrativos como bailes e outras recreações, dando origem também aos cordões de bumbá, pastorinhas e encontros de samba noturno. Ao passar pelo processo de negação da cultura afro-brasileira no plano de urbanização e modernização durante o republicanismo de Antônio Lemos, os moradores do bairro (a população negra) foram forçados a se transferir para os bairros periféricos da cidade: Pedreira, Guamá, Jurunas, Cremação, Sacramenta. Essa dispersão dos moradores do Umarizal, tornou o bairro da Pedreira um centro de batuques e sambas e nos demais bairros permaneceram os terreiros sincretizado de matriz afro-descendente, de antigo batuque, de babaçuê, de candomblé da Bahia, de umbanda carioca e, traços da pajelança cabocla. 
A negação da cultura afro-brasileira, afetou também o ritmo musical carimbó ao longo de toda primeira metade do século XX. Sofrendo repressão por séculos devido a origem indígena com influência negra, que em 1880, chegou inclusive a sofrer proibição explicita governamental na cidade, através do “Código de Posturas de Belém”, no capítulo intitulado “Das bulhas e vozeiras”: "É proibido(...) fazer batuques ou samba, tocar tambor, carimbó, ou qualquer outro instrumento que perturbe o sossego durante a noite, etc.". Nessa época, o indígena teve participação direta na economia local, conquistando áreas reservadas afastadas dos centros urbanos, para praticar sua cultura após diversos conflitos com os colonizadores. Crescendo assim, em contrapartida, o comércio de escravos, trazidos para os trabalhos gerais, surgindo a figura do caboclo que se desenvolvia com a miscigenação.
Neste período foram construídas grandes edifícios e obras de infraestrutura na cidade. Em 1868, foi iniciada a construção do Palácio Antônio Lemos (1873), para ser o Palácio Municipal, sendo inaugurado em 1883, durante o governo de Rufino Enéas Gustavo Galvão. Em 1869, Calandrine de Chermont iniciou a construção do Theatro da Paz (1874), com a influência da arquitetura neoclássica e, inaugurado em 1878, durante o governo de João Capistrano Bandeira de Melo Filho, sendo inaugurado com a companhia de Vicente Pontes de Oliveira, encenando o drama As duas órfãs de Adolphe d'Ennery. É um dos mais luxuosos do Brasil e um dos teatros-monumentos do país.
Em 1883, o Governo Provincial de Rufino Enéas Gustavo Galvão (1882-1884), o visconde de Maracaju, iniciou a construção da ferrovia ou Estrada de Ferro de Bragança (1984-1964), para transportar a produção agrícola razoável da região (seguindo o traçado do Caminho do Maranhão,que ligava Belém ao Maranhão, criado pelos índios Tupinambás e efetivado por Pedro Teixeira (militar), com missão de criar a melhor caminho terrestre-fluvial até Maranhão e, uma via para as transações comerciais entre Belém e Bragança, que antes ocorria somente via rio Caeté, necessitando assim, de outras vias para efetivar a economia, posteriormente também servindo também para condução do gado vindo do Piauí) sendo inaugurada em 1884, o trecho inicial de 29 quilômetros, entre o bairro de São Brás (em Belém) e a colônia de Benevides. Em 1885, ganhou outros 29 quilômetros. Mas, as obras de construção ficariam paralisadas até 1901, retornando somente em 1908, quando alcançou sua extensão máxima.

Em 1899, após a demolição da Casa de Haver o Peso, foi iniciado em seu local a construção do Mercado Municipal de Peixe (ou Mercado Ver-o-Peso ou Mercado de Ferro), por La Rocque Pinto & Cia seguindo a estética francesa de art nouveau, na antiga Praça do Pelourinho onde existia uma feira de gêneros horti-fruti, próximo ao Mercado Municipal da Carne (1867). Sendo inaugurado em 1901 durante o governo de Augusto Montenegro, sito na Avenida Boulevard Castilhos Franca.

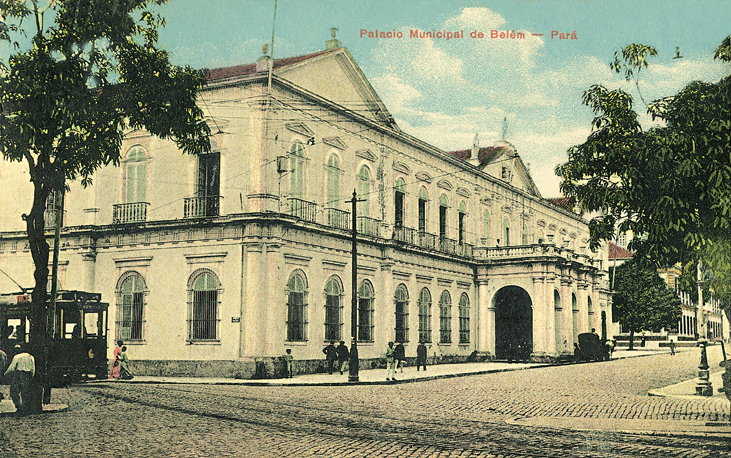
Palácio Antônio Lemos em 1902.

### Século XX
O dinheiro gerado com a comercialização da borracha foi importante para a reestruturação urbana de Belém com referência em París, a partir de 1897, que marcou o início do governo do intendente Antônio Lemos (1897-1911), modernizando a capital, no início da República, promovendo uma renovação estética e higienista da cidade no período "Belle Époque de Belém" ou período "Áureo da Borracha", com o projeto de construção da Paris n'América (do francês: Petit Paris) com a influência da arquitetura art déco e da belle époque européia. Atendendo ao novo gosto da elite do látex (em destaque aos seringalistas Barões da Borracha) e também demonstrar aos investidores estrangeiros que Belém era segura e salubre para transformar a capital em centro: financeiro, luxo, divertimento e de consumo. Ressalta-se, que a maior parte da população era pobre, não possuía dinheiro sequer para comprar peixe, enquanto tentavam adotar hábitos europeus.[carece de fontes?]
Em 1902 completou seu projeto, que incluiu construção de diversos palacetes, bolsa de valores, grandes teatros, igrejas, necrotério, grandes praças com lagos e chafarizes, infra-estrutura sanitária, alargamento de vias, calçamento de quilômetros de vias com pedras importadas da Europa, construção da malha de esgoto nos principais bairros, aterramento de rios e córregos, arborização com a plantação de centenas de mudas de mangueira indianas nas novas avenidas e boulevards, a fim de construir túneis sombreados, tudo ao estilo francês. O desafio foi delegado a um grupo de engenheiros europeias, incluindo os responsáveis pela reforma urbanística de Paris.[carece de fontes?]
Neste momento, a fotografia aparece como elemento significativo registrando as transformações urbanas do senador intendente Antônio Lemos, servindo de propaganda política das realizações de seu governo. Estes registros resultaram no "Álbum de Belém", com capa em baixo relevo, produzido em 1902 em Paris, sob direção de Filipe Augusto Fidanza e texto de Henrique Santa Rosa. Construindo uma imagem idealizada, reinventando um imaginário social e cultural  à moda parisiense e lenista.
Com destaque para: o Cine Olympia (1912), o cinema mais antigo em funcionamento no País, inaugurado durante o governo de João Antônio Luís Coelho, pelos empresários Carlos Teixeira e Antonio Martins, donos do Grande Hotel e do Palace Theatre (atual hotel Princesa Louçã, frente ao Bar do Parque).

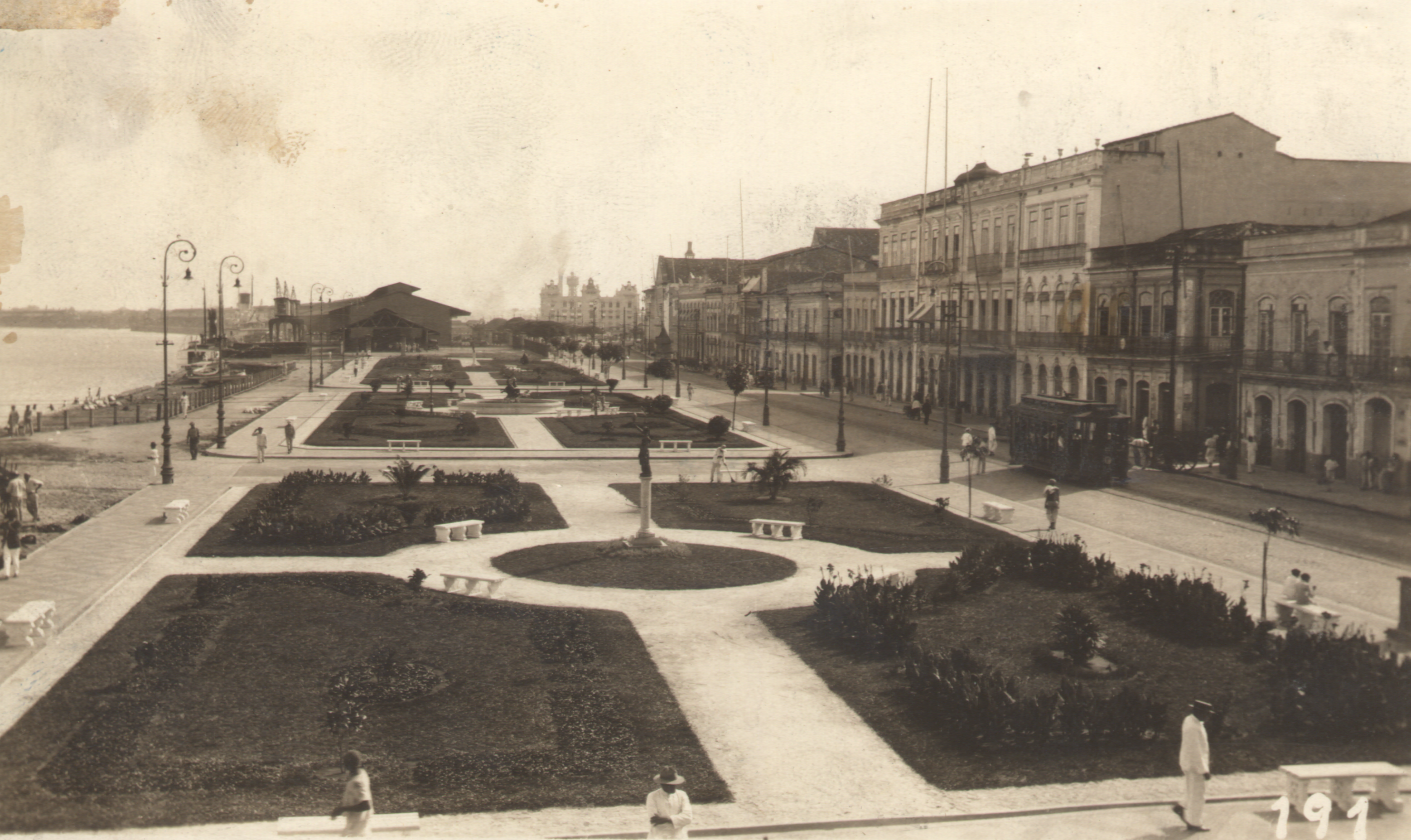
Belém, anos 1910. Arquivo Nacional.

Em 1911, a divisão administrativa do município de Belém é constituído de 3 distritos: Belém (sede), Santa Isabel do Pará (até 1931 quando elevado à categoria de município) e, Castanhal (até 1932 quando elevado à categoria de município).
Em 1930, a divisão administrativa do município é constituído de 5 distritos: Belém (sede), Santa Isabel do Pará, Acará, Castanhal e, Conceição do Araguaia (até 1935 quando elevado à categoria de município). Em 1936, a divisão administrativa do município aparece constituído de 11 distritos: Belém (sede), Aicaraú, Barcarena, Caratateua, Conde, Genipauba, Ilha da Onças, Itupanema, Mosqueiro, Pinheiro e, Val de Cães. Em 1938, a divisão administrativa do município aparece constituído de 11 distritos: Belém (sede, Ilha das Onças e Genipauba), Aicaraú, Ananindeua, Barcarena (Itupanema), Benfica, Murucupi (ex-Conde), Engenho Araci (ex-Araci), Mosqueiro, Pinheiro (Caratateua), Santa Isabel do Pará e, Val de Cães.
Apesar da intensa modernização dos bairros centrais através da borracha, alguns como o Umarizal, ainda apresentavam formas antigas/rurais de ocupação do espaço, como por exemplo: vilas estreitas, cabanas cobertos com palha ou lona, vacarias portuguesas, revelando a origem social humilde dos habitantes. Durante a expansão da cidade na Primeira Légua Patrimonial, a ocupação das áreas alagadiças da cidade (típicas várzeas amazônicas) foram evitadas por décadas, por requererem grande recursos para macrodrenagens, propriedades de um grupo da elite urbana local desde o século XVIII. Parte destas foram arrendadas para a produção agropastoril transformando-as nas “vacarias” (latinfúndios urbanos), que auxiliavam no abastecimento da população. Eram estábulos precários localizados “na baixa” (áreas alagadas da cidade, como as ruas Domingos Marreiros, Alcindo Cacela, Mundurucus e, Diogo Moía), atrás das residências onde os capinzais serviam de alimento ao gado, que fornecia leite in natura para a população e, onde também cultivavam hortaliças e flores com objetivo de ornamento de caixões (estética da morte).
A partir da década de 1940, o município passou por outras duas grandes mudanças urbanísticas, devido novas tendências na construção civil local e o plano de valorização do espaço da cidade, nas áreas alagadiças as vacarias foram loteados, originando passagens com residências de alvenaria, e nas áreas mais altas e valorizadas iniciou-se o processo de verticalização, a partir da Avenida Presidente Vargas. Verificou-se: o aumento das densidades construídas e a elevação acentuada da altura dos edifícios; novas modalidades de seletividade social, caracterizadas por arrojados projetos arquitetônicos; a incorporação de equipamentos de lazer na área condominial; os altos preços dos imóveis. Criando à segregação sócio-espacial dos segmentos sociais de alta e de média classe. Em 1948. a divisão administrativa do município era constituído de 4 distritos: Belém, Icoraci (ex-Pinheiro), Mosqueiro e, Val-de-Cãs.
Na década de 1950 os bairros localizados na zona norte e da zona sul apresentavam índices de crescimento demográfico muito expressivos, o da Marambaia alcançou um índice de 112,04%, Sacramenta 210,69%, e; Sousa 201,22%. Estes chamados de bairros populares, em contraste com os velhos bairros, como o: Comércio com diminuição de 15,57%; Reduto 23, 21%, e; a Cidade Velha um crescimento de 23,25%. Na década de 1960 continuaram sendo os bairros mais populosos de Belém, com cerca de 280 mil pessoas. Devido serem ocupadas por uma população considerada pobre e bastante prolífera, residentes em pequenas moradias precárias, em ocupações de estrutura desordenada, caracterizada por ruas tortuosas com matos, nas margens lodosas de igarapés e arruamentos. Enquanto a área central se esvaziava, devido invasão do comércio e da elite local, os bairros iniciais da zona leste se estabilizam em amplos quarteirões com largas avenidas.
Neste período os terrenos não alagados da Primeira Légua Patrimonial de Belém já estavam ocupados. Com o avanço da rodovia Belém-Brasília, iniciada na década de 1950 com o presidente Juscelino Kubitschek e o início da construção da rodovia de acesso ao distrito de Icoaraci e Outeiro seguindo o traçado da antiga ferrovia Belém-Bragança, que inicialmente fora ocupada por fazendas, alavancaram o crescimento urbano e a expansão imobiliária (de modo não planejada e carente de boa infraestrutura porém progressivamente valorizada) nas áreas de várzea (área de expansão), através da construção de conjuntos habitacionais e assentamentos populacionais com amplos quarteirões e largas avenidas. destinados aos remanejados das obras de infraestrutura realizadas no centro e devido a invasão do comércio pela da elite local, nos eixos viários das Rodovias BR-316 e Augusto Montenegro, conhecida como “Nova Belém” na "Segunda Légua Patrimonial de Belém" (em 1899 devido a Lei de Terras, que doou as terras para a Intendência Municipal) como a Cidade Nova e a Nova Marambaia. Mas essa expansão inicialmente não teve muito êxito, devido a infraestrutura de mobilidade não ter acompanhado, aumentando dos custos de deslocamento até o centro.
Em 1960 ocorreu a criação do campus principal da Universidade Federal do Pará em Belém, conhecido como campus universitário do Guamá. Neste mesmo ano iniciou a desativação da ferrovia Belém-Bragança, devido queda no faturamento com o avanço das rodovias. Então em 1965 o Ministro da Aviação Juarez Távora (do governo de Humberto de Alencar Castelo Branco) ordena a destruição das locomotivas e das principais estações ferroviárias do estado, sob a justificativa de déficit anual, demolindo assim, a Estação Ferroviária de São Brás e construindo a Estação Rodoviária de Belém, através do interventor Alacid Nunes, disfarçando a vingança pelo fato ocorrido em 1930, quando foi pressionado por políticos e militares do Pará a nomear Magalhães Barata interventor do Pará.

A partir da década de 1990, houve a segunda expansão na área da Nova Belém, com construções de condomínios de alta renda na rodovia Augusto Montenegro,. 
A partir de 1995, iniciou o Movimento Orla Livre, que debate sobre a ocupação irregular das margens do rio Guamá e da Baia do Guajará, lutando para o usufruto por parte da população através de espaços de lazer, cultura e esporte, da valorização do patrimônio histórico, do turismo e habitação, também busca a criação do Plano de Gestão Integrada da Orla de Belém, para a requalificação urbana da orla.
Neste sentido foram construídos, inicialmente, o complexo Ver-o-Rio, a Praça Princesa Isabel e, a Vila da Barca, em um processo de valorização e apropriação de áreas na orla da cidade, seguindo a determinação do Estatuto da Cidade (lei federal 10 257/2001) e Plano Diretor Urbano que determinam a criação de Zonas Especiais de Interesse Social (ZEIS). A atuação do Orla Livre intensificou-se durante os anos de 2012 a 2014, com a necessidade de combater a implantação de vários projetos imobiliários residenciais nas margens do rio Guamá e da Baía do Guajará, que são Áreas de Preservação Permanente (APP).